# Bay City (Michigan)
Bay City is een plaats (city) in de Amerikaanse staat Michigan, gelegen aan het Huronmeer. De stad valt bestuurlijk gezien onder Bay County. Bay City wordt door de Saginaw River in tweeën gesplitst; de twee delen zijn via valbruggen met elkaar verbonden.

## Demografie
Bij de volkstelling in 2000 werd het aantal inwoners vastgesteld op 36.817.
In 2006 is het aantal inwoners door het United States Census Bureau geschat op 34.449, een daling van 2368 (-6,4%).

## Geografie
Volgens het United States Census Bureau beslaat de plaats een oppervlakte van
29,4 km², waarvan 27,0 km² land en 2,4 km² water. Bay City ligt op ongeveer 182 meter boven zeeniveau.

## Plaatsen in de nabije omgeving
De onderstaande figuur toont nabijgelegen plaatsen in een straal van 16 km rond Bay City.

## Geboren
- Madonna (16 augustus 1958), zangeres, actrice en kunstenares
- Betsy Brandt (14 maart 1973), actrice

De Bay City Rollers hebben hun naam genoemd naar Bay City, omdat bij de keuze van hun naam een dartpijl op de landkaart daar terecht kwam.